# IVysílání
iVysílání je online platforma České televize, která slouží jako internetový televizní archiv a umožňuje sledování živého vysílání stanic České televize. V roce 2021 bylo prostřednictvím iVysílání archivováno přes 95 000 hodin pořadů, jedná se o největší archiv tohoto typu v České republice. Diváci mohou sledovat v živém přenosu pořady na ČT1, ČT2, ČT24, ČT sport, ČT :D a ČT art.

## Historie
V roce 2000, tedy na konci 20. století, zahájila Česká televize zkušební provoz živého internetového vysílání; zatím se jednalo pouze o zpravodajské pořady. V tuto dobu internetové vysílání ještě neneslo název iVysílání.
Zkušební provoz beta verze iVysílání byl zahájen v roce 2008. V roce 2009 došlo ke spuštění iVysílání, od pozdější podoby se však ještě výrazně lišilo. Uživatelé měli možnost přehrát si některý z archivních pořadů nebo sledovat živé vysílání, v obou případech se však muselo jednat o původní tvorbu České televize. Bylo možné si vybrat ze tří různých kvalit videa: nízké, střední a televizní. Televizní kvalita videa měla velikost datového toku 1,5 Mb/s. Bylo možné také zvolit jeden ze dvou možných multimediálních přehrávačů, kterými byly Windows Media Player a RealPlayer.
Po čtyřměsíčním testovacím provozu nového iVysílání došlo v roce 2011 ke kompletnímu nahrazení původní verze. Do této chvíle byly provozovány obě verze současně, nyní byl však provoz té původní ukončen. Česká televize také uvedla aplikaci iVysílání, nejprve pro iPad, později také pro iPhone a nakonec i pro mobilní telefony s operačním systémem Android.
V roce 2013 iVysílání nově nabídlo funkci TimeShift, tedy možnost vrátit se v živém vysílání až 3 hodiny nazpět. TimeShift bylo ze začátku možné využít jen u programu ČT24, ostatní kanály České televize následovaly později.
V HbbTV byla v roce 2019 uvedena nová verze iVysílání, která měla aktualizovaný design a umožnila sledovat obsah přímo z webu České televize.
Vedení České televize se v roce 2020 také zabývalo možností zpoplatnění části iVysílání.
V prosinci roku 2021 byla představena nová generace iVysílání. Mezi novinky patřil přehlednější katalog pořadů a celowebová přístupnost pro diváky s různými druhy smyslového znevýhodnění. Česká televize se zároveň po vzoru konkurence nově snažila o vytvoření web-only pořadů, které by měly být uváděny pouze na iVysílání. Jednalo se o pořady RapStory, Do divočiny a Kritika budoucnosti.
Česká televize pokračovala v modernizaci celé platformy a v roce 2022 uvedla novou aplikaci iVysílání pro mobilní telefony, vyvinutou firmou Ackee.